# مذابح خوجالي
مجزرة خوجالي (بالأذرية:Xocalı soyqırımı) هي عملية عسكرية قامت بها فرقة من الجيش الأرمني في 25-26 فبراير 1992 خلال حرب ناغورنو كرباخ راح ضحيتها بحسب مصادر حكومية أذرية حوالي 613 مدني أذري.
إبادة جماعية خوجالي هي واحدة من المآسي الرهيبة التي تواجه الشعب الأذربيجاني في القرن العشرين.
في المصادر الأذربيجانية، تسمى هذه الأحداث مأساة خوجالي أو إبادة خوجالي.

## نبذة تاريخية
تم حظر خوجالي في أكتوبر عام 1991.
في ليلة 25 و 26 فبراير، عام 1992، بدأت القوات المسلحة الأرمينية احتلالها لمدينة خوجالي الأذربيجانية بالمساعدة القوات 366 التابعة لفوج البندقية وقتلوا بوحشية أذربيجانيين أثريين يعيشون في خوجالي. 
واضطر سكان إلى الفرار إلى الغابات في اتجاه نهر قارقار حيث تم الهجوم عليه في ثلاثة اتجاهات.
تقرير مركز حقوق الإنسان «ميموريال» حول الانتهاك الهائل لحقوق الإنسان خلال احتلال مستوطنة خوجالي في 25-26 فبراير عام 1992، يشير إلى أنه قبل الهجوم في خوجالي عاش هنا حوالي 2-4 آلاف شخص، بينهم عدة مئات من المدافعين عن المدينة.
توجد اليوم العديد من المنشآت التذكارية التي تضم بعض رفات ضحايا المذابح. ويعتبر يوم 26 فيرابر من كل عام ذكرى مذابح خوجالي.
قُتل 613 شخصا بنتيجة هذه إبادة جماعية. أفسد 63 منهم أطفال، 106 النساء، 70 كبار السن شخصا، و8 عائلة بالكامل. جرح 487 شخصا، منهم الأطفال - 76 شخصا. فيما وقع أسيرا 1275 شخصا.
و تم تدمير المدينة، البلدة، 8 قرية، 2495 البيت السكاني، 31 المنشأة الصناعية، 20 المؤسسة التعليمية، 14 المؤسسة الصحية، 56 الهيئة الثقافية.
حتى الآن، تعترفان باكستان والسودان رسمياً. واعترفت المكسيك وكولومبيا وجمهورية التشيك والبوسنة والهرسك وجيبوتي وبيرو وهندوراس وبنما والأردن ورومانيا واسكتلندا على المستوى البرلماني بمذابح خوجالي بأنها إبادة جماعية، ويقبل معظم علماء الإبادة الجماعية والمؤرخين بهذا الرأي. 

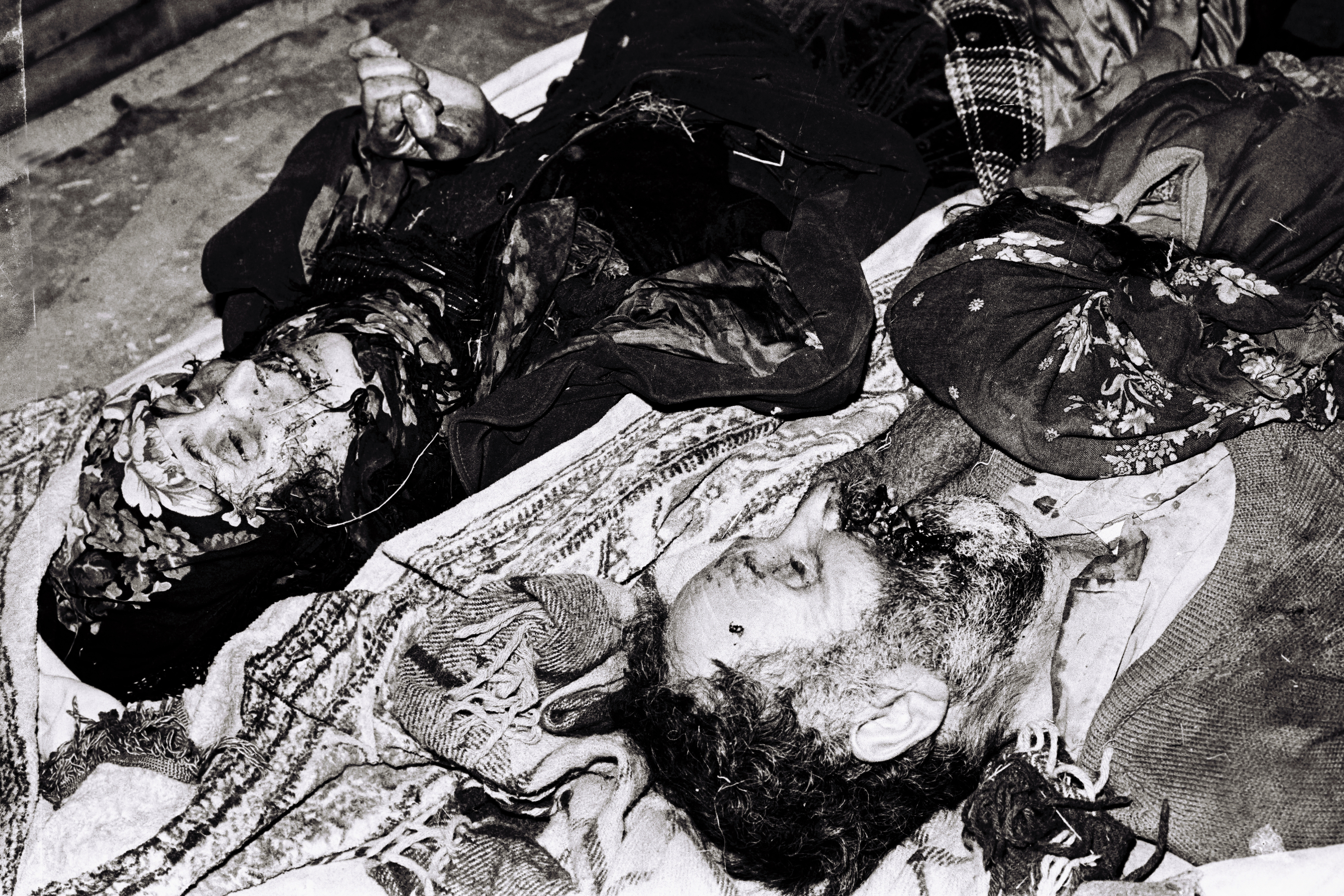
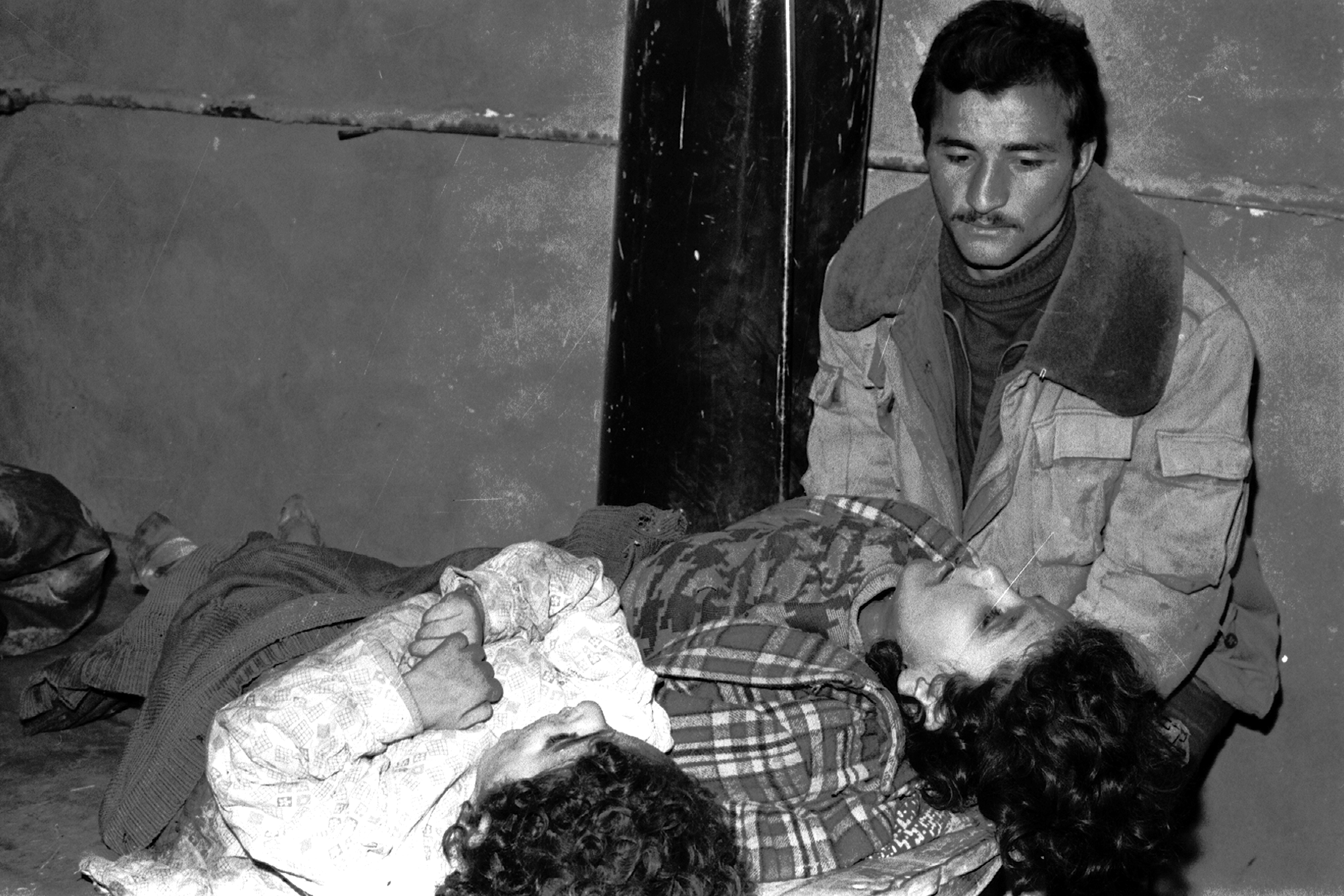
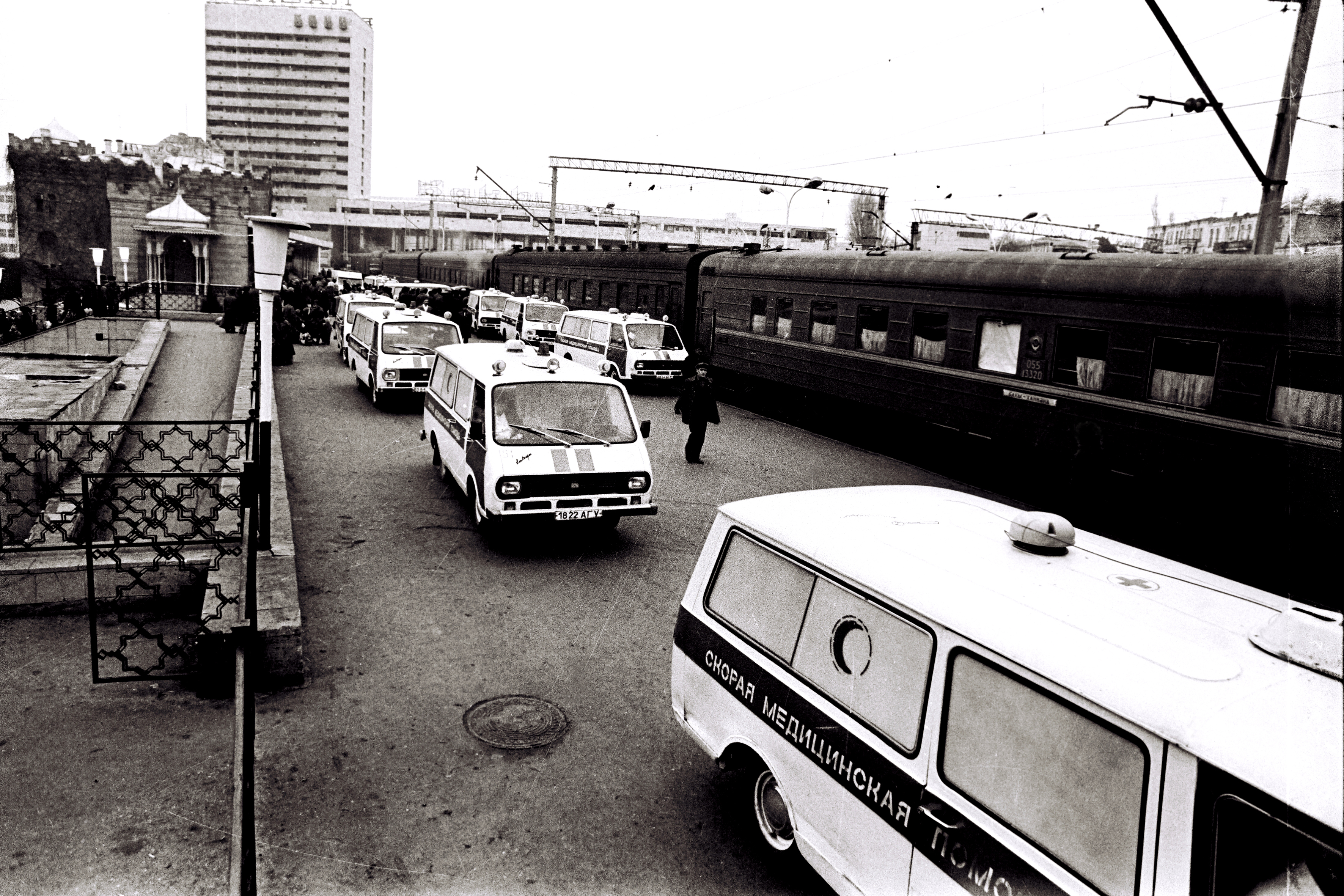
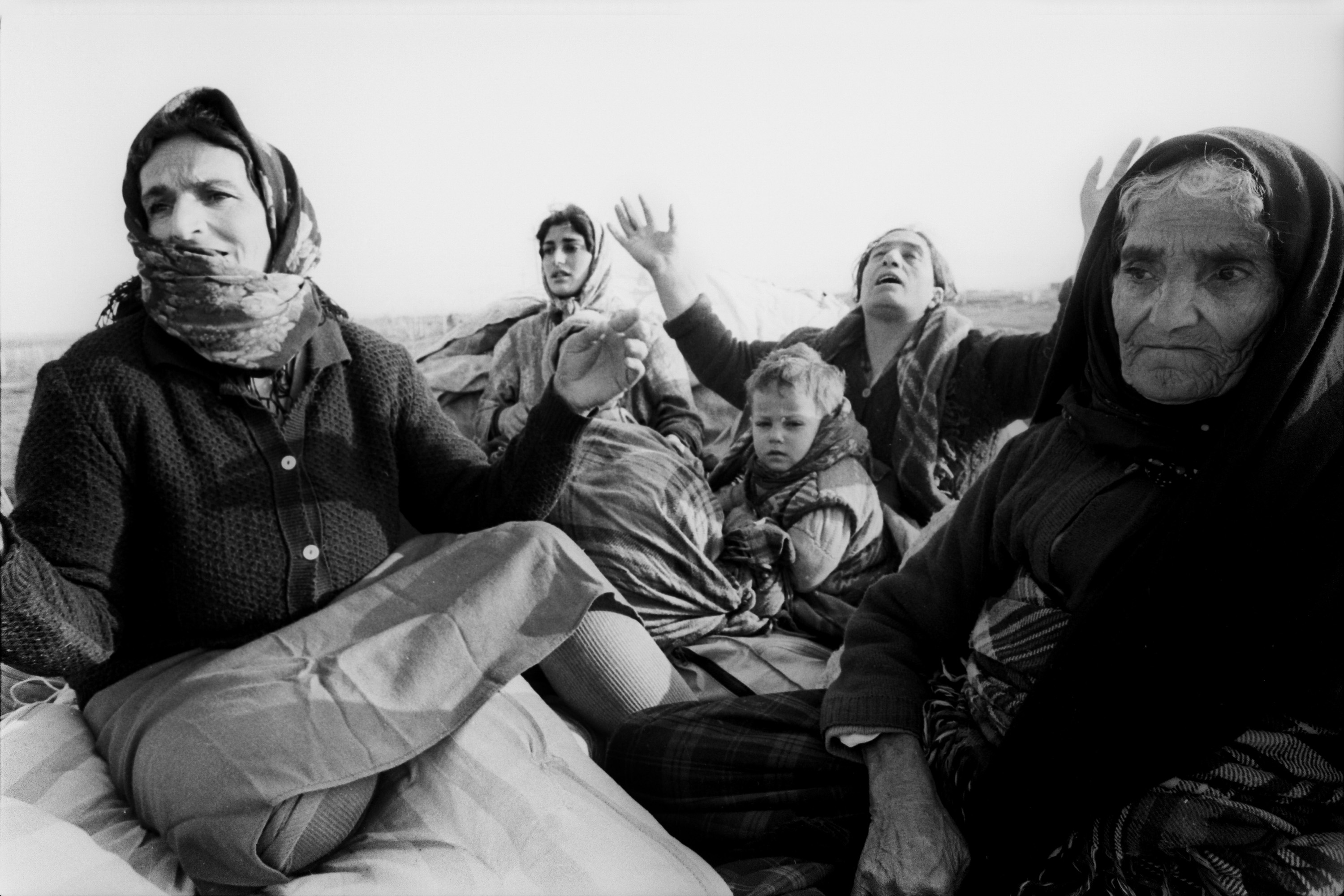
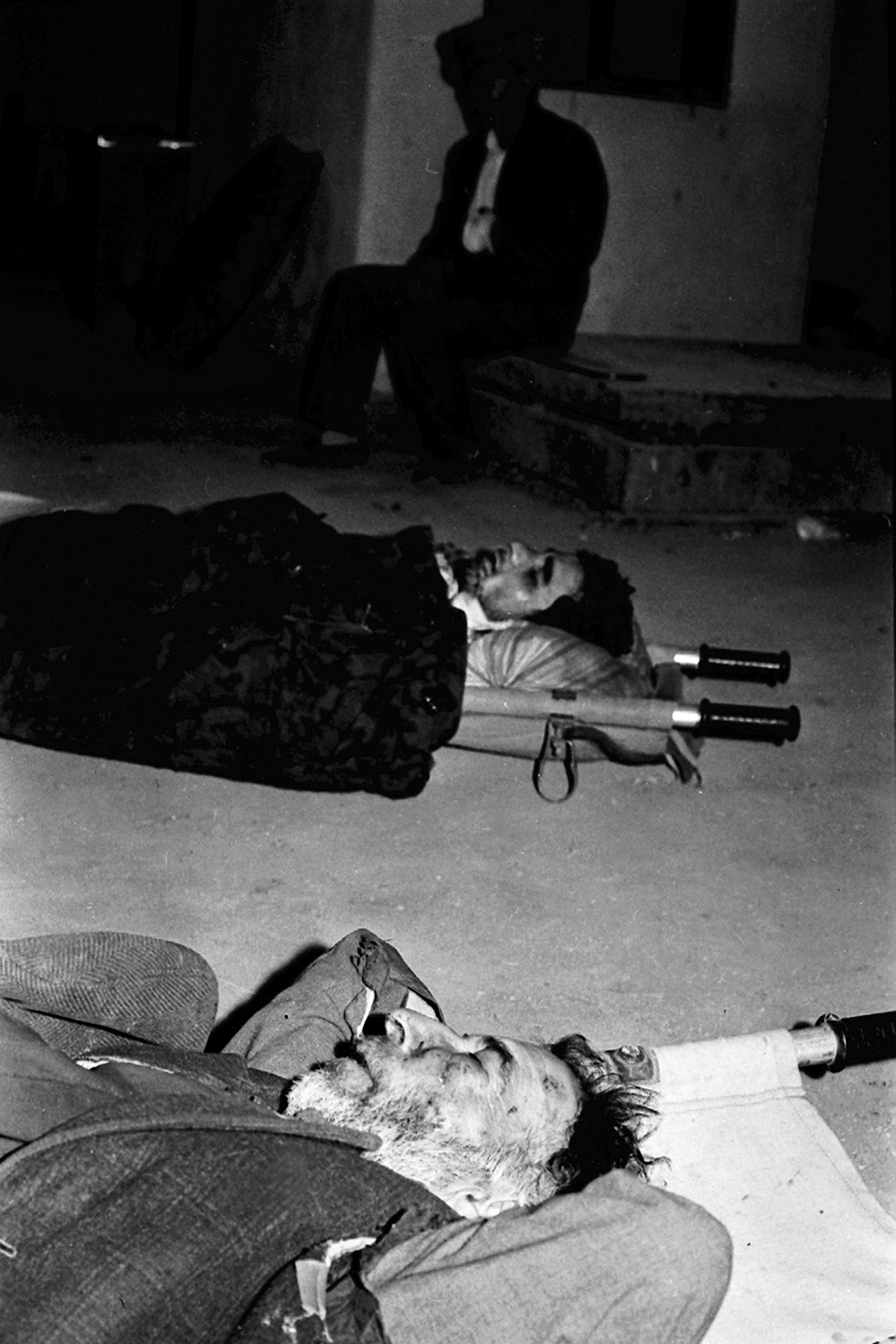
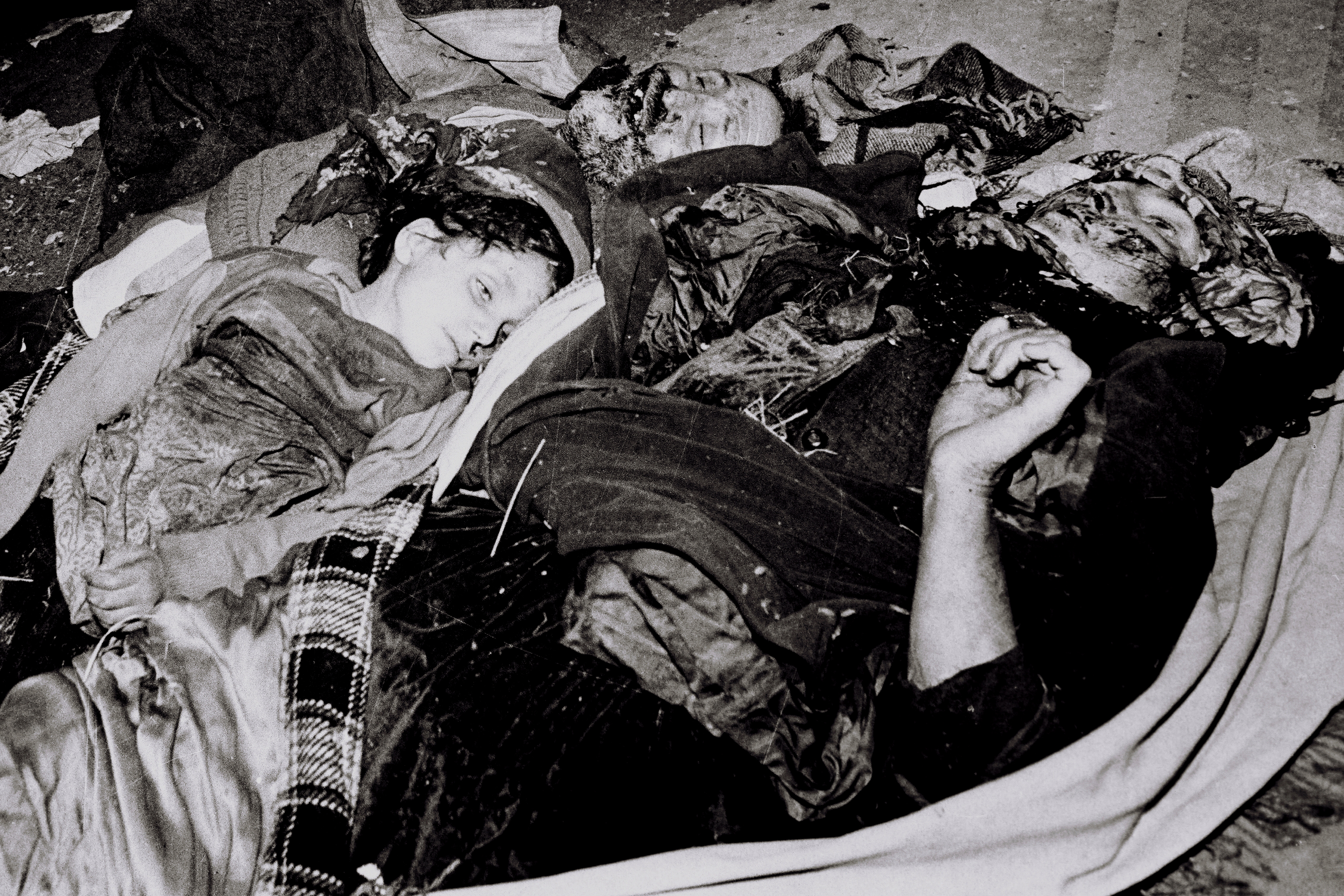
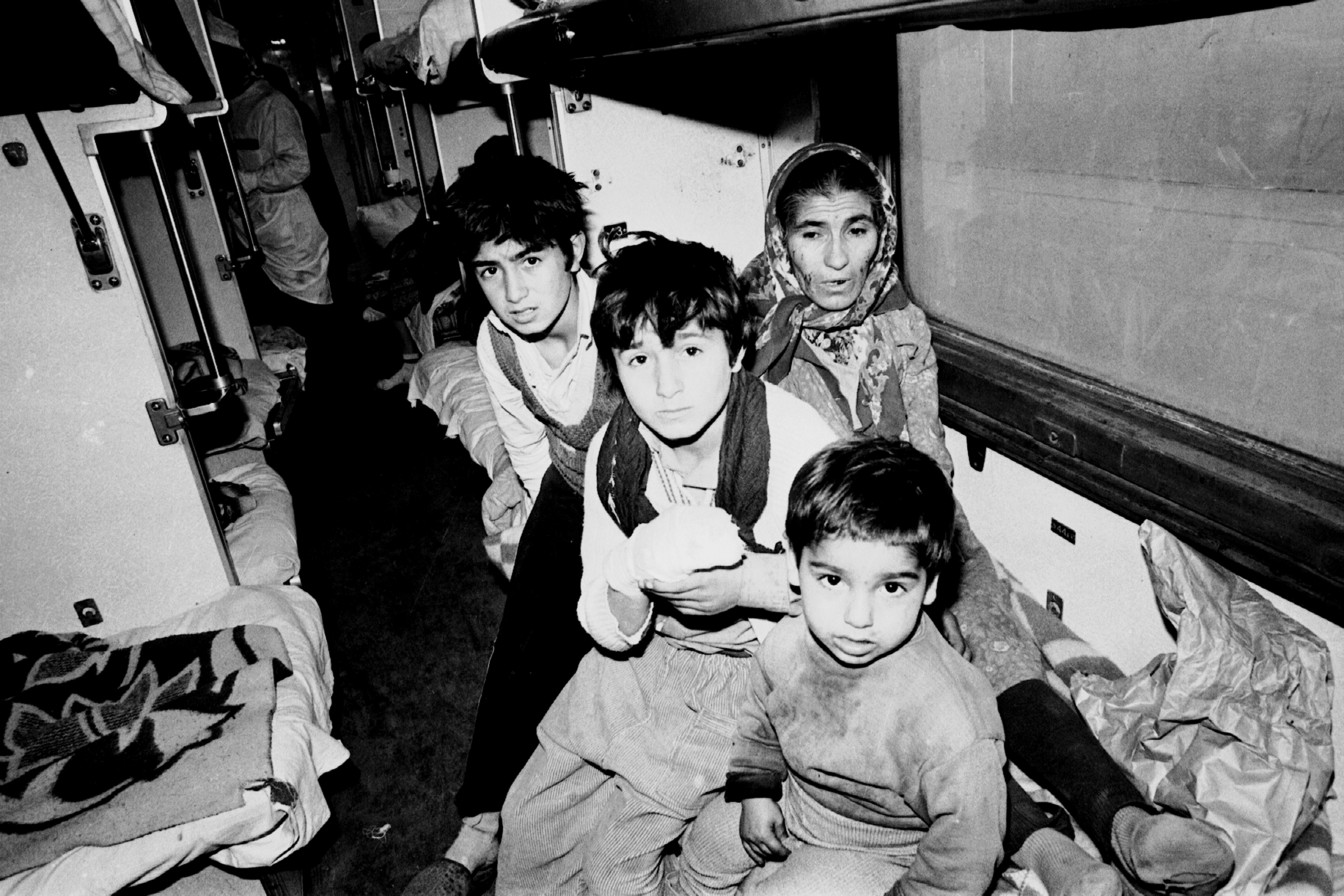
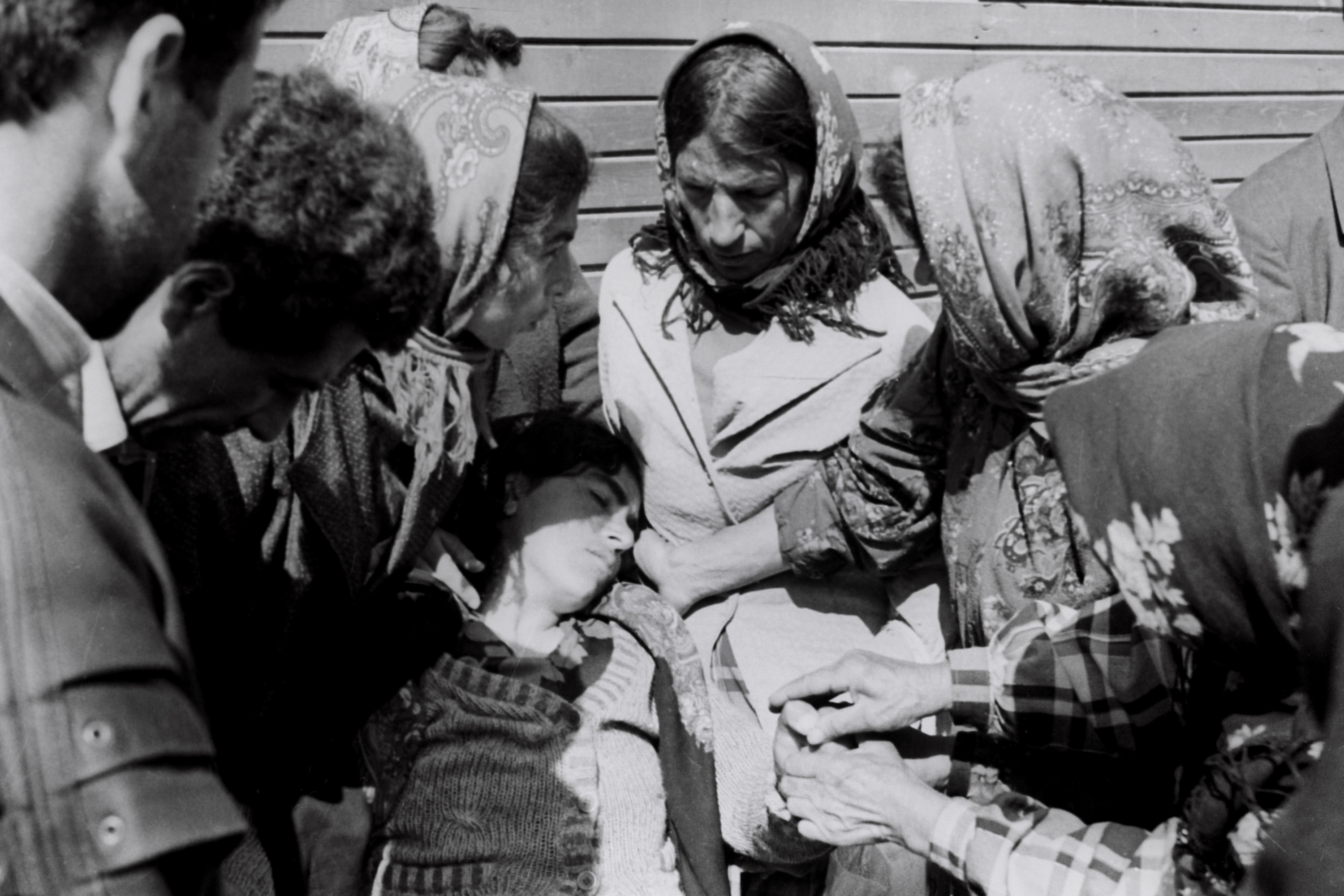

## وصلات الخارجية
https://www.youtube.com/watch?v=pAuq1lrsPoA

## وصلات خارجية
- CNN International: Capturing war and revolution
- Report of Memorial Human rights center (In Russian)
- Bloodshed in the Caucasus: escalation of the armed conflict in Nagorno Karabakh. Human Rights Watch, 1992. ISBN 1-56432-081-2 ISBN 978-1-56432-081-0
- Thomas De Waal, Black Garden: Armenia and Azerbaijan through Peace and War, NYU Press, 2004, ISBN 0-8147-1945-7. Chapter 11. August 1991 – May 1992: War Breaks Out. Online (In Russian):